# 尼爾 (遊戲)
《尼爾》是一款由Cavia開發，Square Enix發行的動作角色扮演遊戲，為《誓血龍騎士》的外傳遊戲，於2010年4月在日本、澳洲、北美和歐洲發行。在日本同時發行了兩個版本，分別為PlayStation 3版的《尼爾：人工生命》與Xbox 360版的《尼爾：型態》，兩版本的差異在於主要角色間的親屬關係有所不同。因澳洲、北美和歐洲只發行了日版《型態》的歐美語版，故在當地本作簡化以《尼爾》為標題。包含兩種版本的合輯原定在PlayStation Vita上推出，但於2011年3月取消，因官方打算優先開發《勇者鬥惡龍X 覺醒的五種族 Online》。
《尼爾》獲得了兩極的評價，評論家稱讚其故事、角色和背景音樂，但批評部分遊戲元素，如支線任務的運行和破綻明顯的視覺效果，都被視為扣分的因素。續作《尼爾：自動人形》於2017年推出，因口碑與銷量俱佳，《尼爾：自動人形》亦促使官方將《尼爾》自此作為一個系列發展。
2020年3月，Square Enix宣布将在PlayStation 4、Xbox One平台上推出《尼爾：人工生命》的重製版——《尼爾：人工生命 ver.1.22474487139...》（以下簡稱《ver.1.22474487139...》），本作由Toylogic负责开发，游戏将加入全程语音、新的音乐、以及其他新增游戏内容，已於2021年4月22日發售。

## 剧情
本作的剧情承接《龙背上的骑兵》E结局「新宿事件」，即从2049年的世界开始，時間相差為一千年後的現實世界。
當時「紅龍」安吉爾以及其契約者「凱姆」為了拯救自己的世界而將自身與最終之敵「白之巨人」一同捲入千年後的世界中，雙方在東京新宿上空的一番激戰之下，凱姆終於打倒了「白之巨人」，但因「紅龍」安吉爾被現代武器擊墜殞落，加上被「紅龍」安吉爾所擊殺的「白之巨人」遺體沒有被處理，而對世界造成巨大影響，「白之巨人」的遺體化為粒子飄散至世界各地後，一種被稱為「白鹽化症候群」的神祕絕症將人類致於趨近滅亡的危機，而染上此病的人類死亡後會變成鹽，稱為「鹽化現象」，另外在世界各處還出現來路不明的神祕黑色生物，被稱為「魔物」，尼爾為了拯救染上絕症而病危的悠娜，開始展開一場足以變革世界的旅程。
在未來，人類全數滅亡，而這段史詩級事件被記載於報告書中，史稱「尼爾事件」。

### 角色簡介

#### 主要角色
尼爾（Nier，配音：岡本信彦（幼年期）、遊佐浩二（青年期）、Zach Aguilar（幼年期 - ver 1.22）（英語）、Ray Chase（青年期 - ver 1.22）（英語）、松田健一郎（型態）（日語）；Jamieson Price（型態）（英語））
於兩個版本之間的身分不同，《人工生命》中是哥哥，《型態》則以父親身分出場。
為了尋找能解救悠娜的解藥，在已經滅絕的近代世界中生存下來，帶著悠娜四處奔走，於旅程中為了救出被魔物擄走的悠娜，而無意間解放了古代遺跡中被封印的傳說大魔導書「白書」，開始了解所謂「天使文字」以及構成的「魔法」術式，後來與凱寧、艾米爾依序相遇後結為夥伴；而為了找尋解藥的線索，以及這個世界變異的真相，接受了迪瓦菈和波波菈兩姊妹的指引與各種任務。
原本的性格是相當溫柔，但在超巨大魔物之戰中，眼睜睜看著悠娜被樣貌長得和自己一樣且帶著「黑書」的「魔物之王」給擄走後，決定離開凱寧、艾米爾等人，於五年修練後再次歸來，性情變得冷酷謹慎，但也只有凱寧與艾米爾了解他的本心。
後來知道了這個世界的真相，「魔物」與「人類」的「真面目」使他一度精神崩潰，最終以悲憤意念打倒了「守門人」雙胞胎迪瓦菈與波波菈，加上艾米爾的自我犧牲，使得他身心俱疲，即將一度放棄之時被凱寧拉回正途，最後以自己的意志與被稱為「魔物之王」的「自己」進行最終決戰。
於結局中有多重的選擇，以及D結局過關後會將遊戲中的一切存檔紀錄完全刪除。
官方補充的文案後日談結局「失落的世界」兼遊戲ver 1.22追加的E結局中，再次回到了凱寧與艾米爾的身邊。
在該系列中是唯一使用「架空武器」的角色，實質上他原本持有的巨型矛劍沒有實裝於遊戲中。
白書（Grimoire Weiss，配音：池畑慎之介→安元洋貴（ver.1.22474487139...）（日語）；利亞姆·奧布萊恩（英語））
為封印於古代遺跡中的傳說大魔導書之一，因為失憶而不知道自己的過去，具有人格、自我意識，能與尼爾等人對話，從聲音聽起來貌似是中年大叔，被尼爾稱為「小白」，而自己也接受了這個稱呼。
除了他以外，也有其同胞「黑書」、「深紅書」等，在劇情中會依序遇見，而魔導書一共有十三本，目前已知的只有三本。
原本不太與尼爾等人交流，在旅行的過程中經歷各種生死交關後，才對尼爾等人敞開心房，經常與凱寧鬥嘴，是隊伍中唯一具有正常常識的人，而不斷對其他夥伴吐槽。
真實身分是一千年前的人類少年士兵，為型態計畫（Gestalt project）的關鍵之一，因被組織安排到十三個國家的其中一個，與另外的十二人全員被殺後，抽出人格並被製成魔導書，其中以他和「黑書」具有最強的能力。
從尼爾的少年期到青年期都一直陪伴著他，是尼爾的生死摯友，最後也見證了尼爾自願選擇的終末。
悠娜（Yonah，配音：野中藍（日語）；Heather Hogan（英語））
尼爾唯一的親人，身患絕症「黑文病」，也是故事劇情的中樞起點，於兩個版本之間的身分不同，《人工生命》中是妹妹，《型態》則以女兒身份出場。
她的性格溫柔也打動了難以相處的凱寧與白書，被「魔物之王」給擄走後，察覺到「魔物之王」以及自己的真實身分，還有這個世界的真相，最終決定站在「魔物之王」的一方，而決意見證尼爾與「魔物之王」的決鬥。
最後她的「另一個自己」決定將身體還給自己，走向城堡的陽光處自殺，D結局中因尼爾的選擇而活了下來，與凱寧一同離開魔王城，過著和平的生活。
在續作《尼爾：自動人形》，揭示了「型態計畫委員會」一開始就知道「黑文病」是無藥可救的，既使過了一千年，悠娜也無法痊癒，因委員會想使尼爾成為計畫中的「原始型態」（Original Gestalt），而以蒐集「被封印的話語」的謊言欺騙尼爾。
凱寧（Kainé，配音：田中敦子（日語）；蘿拉·貝莉（英語））
生理上有雙性特徵，因自己的生理特徵而在小時候時常遭受霸凌，極度不信任他人，為了保護自己而練就一身打架技巧，後來成為自己的格鬥術，出身於懸崖之村，唯一認定的親人只有同村的一名婆婆，之後村莊發生被巨大魔物襲擊的慘劇，而婆婆被魔物殺死，她為了復仇而接受了魔物的附身，得到了強大的肉體能力。
性格粗暴狂野，不太在乎自己的衣著，因此只穿著暴露的內衣，被白書稱為「內衣女」，而自己表示這樣方便於戰鬥，不會被全身魔物化，是更早知道「黑文病」一部份真相的人。
與尼爾一樣為狩獵魔物而生，陰錯陽差而撞見彼此，在第二次懸崖村之戰時與尼爾合作討伐巨大魔物，因仇敵被尼爾殺死而失去了生存意義，被白書給訓斥之後，正式成為了尼爾的夥伴，陪著他出生入死。在超巨大魔物之戰時親眼見到悠娜被「魔物之王」與「黑書」給擄走，加上被超巨大魔物給逼入絕境之際，毅然決定以自己的肉身封死圖書館倉庫入口，請求艾米爾發動石化魔眼將自己石化，封印了超巨大魔物長達五年，之後被尼爾與艾米爾解開石化封印後，打倒了超巨大魔物。
喜歡尼爾，在劇情後逐漸了解自己已經愛上尼爾，一直以尼爾的劍陪著他奔走至今，最後見證了尼爾的最終決鬥後，與犧牲自己的尼爾離別，於D結局中因尼爾做出的選擇，而帶著悠娜長揚而去，過著和平的生活。
官方補充的文案後日談結局「失落的世界」兼遊戲ver 1.22追加的E結局中，再次與尼爾重逢。
艾米爾（Emil，配音：門脇舞以（日語）；Julie Ann Taylor（英語））
外表為柔弱的美少年，具有強烈詛咒特性的「石化魔眼」，可將所見之物完全石化，但自己無法解除，因此平時使用緞帶蒙上雙眼，並與管家住在遠離世間的洋房中，直到在研究所取回自己完整的力量後才能解除石化，代價是犧牲自己的人型外貌及魔眼，卻因此成為了最強兵器，魔力大幅提升，其力量能將懸崖之村以及周圍的山谷直接一砲蒸發。
真實身分為千年前從人類小孩改造成「對魔物兵器」的「實驗兵器7號」（実験兵器7号），具有永生不死的絕對生命，但本人並不知道，後期才得知了自己的身世。
性格溫柔有禮，缺乏主見性，連白書都時常關心他，而凱寧將他當成自己的弟弟一樣照顧，在劇情中逐漸成長，變得對自己的決定有所覺悟的堅定意念。
於尼爾等人拜訪他的洋房時相遇，並對尼爾訴說自己的魔眼詛咒以及請求尋找解開村民石化的方法，與尼爾等人在洋房中遇到了「深紅書」後將其打倒，得知了解開石化的線索後，成為了尼爾的夥伴。
於超巨大魔物之戰時親眼見到悠娜被「魔物之王」與「黑書」給擄走，加上被超巨大魔物給逼入絕境之際，忍痛之下只好答應凱寧的請求將其石化後封印超巨大魔物，對於尼爾的離去不捨，但他決意守在凱寧身邊，並在尼爾五年後歸來的期間，查出了自己的身世線索所在地，尼爾回歸後與之會合，深入地下研究所後想起了自己的真實身分，並與尼爾一同將自己的親姊姊「實驗兵器6號」（実験兵器6号）制伏後，對其做了千年後所遲來的告別並與之融合，回復了自己的真身，成功解除了凱寧的石化，但一度認為自己是怪物，尼爾與白書對他開導，甚至凱寧對自己擁抱後受其感動，以此他正式接納了自己的一切。
最後因尼爾打倒了雙胞胎後，為了將尼爾他們平安送至魔王城，於是不顧尼爾等人的阻止下決定犧牲自己。
事實上只是身體被次元空間拆散至七零八落，被分散在世界各地，而主掌意識的頭部被傳送至某個地區的沙漠地帶，為了將自己的身體重新拼湊回來而以一顆頭的形式跑遍世界各地，官方補充的文案後日談結局「失落的世界」兼遊戲ver 1.22追加的E結局中，講述到他成功找回了自己的身體，並與凱寧和尼爾重逢。
在續作《尼爾：自動人形》中，揭示他像珍惜親姐姐一樣非常珍惜凱寧，且在該作中為客串角色出現，甚至作為隱藏關卡的BOSS出現。

#### 次要角色
迪瓦菈 & 波波菈（Devola & Popola，配音：白石涼子（日語）；伊登·里格爾（英語））
雙胞胎姊妹，似乎很早就認識尼爾，直到真相被揭發為止，兩姊妹一直都是尼爾等人的引路人。
其中波波菈深知尼爾有一段不可說的過去，而盡可能將高危險性的委託任務交給尼爾去完成，因為她認為委託即使有生命危險，總比去承受某些事情還要好。
兩人的真實身分為「型態計畫委員會」組織為了監控「型態計畫」所量產的機器人之一，而兩人的型號是成對的，除了她們外，也有其他型號的機器人；兩人知道這個世界的真相，自從由「紅龍」安吉爾的遺體上發現了「魔素」而開啟了魔法研究的可能性後，兩姊妹也參與了十三本魔導書製作，其目的是為了拯救受「白之巨人」影響下所崩壞的世界，這場與「魔物」的大戰又持續了千年之久，而等到世界的局勢穩定至能維持中世紀的文明後，兩人隱藏了自己的身分，並找到了「型態計畫」的核心主體「尼爾」，慫恿他去蒐集「被封印的話語」，目的是為了將「白書」與「黑書」完全融合，進而協助「真正的尼爾」完成「型態計畫」，為此一直在利用尼爾等人。
最後迪瓦菈被得知真相而失控的尼爾所殺，她死在波波菈懷裡前感嘆道：「有血有淚、擁有哭泣與笑容的自己，反而是沒有靈魂的機器人」。
而波波菈目睹了妹妹的死亡後，失控令她決意以自爆殺死尼爾等人，最後艾米爾決定犧牲自己才保住了尼爾與凱寧的性命。
兩人的名字命名來源是《誓血龍騎士》中的一把武器，名為「迪瓦菈波波菈」（デボルポポル）的一把刀，而「白書」的能力原本就是兩姊妹的力量，因此能使用「白書」所持有的魔法技能。
在續作《尼爾：自動人形》中，兩姊妹的同型機體作為客串角色出現，同時在遊戲攻略本的設定集中，玩家才會得知兩人的真正目的。
黑書（Grimoire Noir，配音：立木文彥（日語））
哈爾雅（配音：諏訪彩花（ver.1.22474487139...））
杜蘭（配音：森久保祥太郎（日語））
菲雅（配音：綾里まる（日語））
面具之王（配音：配音：綾里まる（幼年期）、重松洋祐（青年期）→榎木淳彌（ver.1.22474487139...））
機器山的哥哥（配音：成瀬誠）
機器山的弟弟（配音：田村睦心）
克雷歐（配音：秋山薰（ver.1.22474487139...））
P-33（配音：安元洋貴（ver.1.22474487139...））
露易丝（配音：悠木碧）
漢斯（配音：安元洋貴（ver.1.22474487139...））

## 評價

### 原版
本作分為《人工生命》與《型態》兩個版本，在日本《型態》的首週銷量超過1萬2500份，而《人工生命》則賣出6萬份以上，成為當週日本當地最暢銷的遊戲。截至2010年5月，《人工生命》在日本有超過12萬1000份的銷量，該年結束時累計已售出超過13萬4000份。截至2018年，《人工生命》與《型態》兩版本合計已於全球出貨約70萬份。
《尼爾》獲得媒體褒貶不一的評價。評論家大多批評其視覺效果，IGN的萊恩·克萊門茲說，「《尼爾》最大的缺陷之一就是它的視覺效果」，而GameSpot的凱文·范歐德則嘆，「無趣味的視覺效果」和「無生命的環境」。

### ver.1.22474487139...
重製化後的版本《尼爾：人工生命 ver.1.22474487139...》獲得媒體普遍正面的評價，評論家称赞其相比原版在畫面表現和戰鬥系统有了顯著提升。
在上市約2個月後，《ver.1.22474487139...》已有超過100萬份的全球出貨量。

## 外部連結
- 尼爾 英文版官方網站（英文）
- 尼爾：人工生命 / 型態 日文版官方網站（日語）
- 尼爾：人工生命 ver.1.22474487139... 日文版官方網站（日語）
- NieR Blog （页面存档备份，存于） - スクウェア・エニックス（日語）
- NieR公式PRアカウント （页面存档备份，存于）(@NieR_JPN) - Twitter（日語）